# Santa Catarina (Vagos)
Santa Catarina is een plaats (freguesia) in de Portugese gemeente Vagos en telt 1073 inwoners (2001).